# Clergues Marians de la Immaculada Concepció
La Congregació dels Clergues Marians de la Immaculada Concepció de la Santíssima Verge Maria, en llatí Congregatio Clericorum Marianorum sub titulo Immaculatae Conceptionis Beatissimae Virginis Mariae, és un institut religiós masculí de dret pontifici, concretament una congregació clerical, tot i que fins al 1908 fou un orde de clergues regulars de vots solemnes. Els seus membres, anomenats col·loquialment Marians, posposen al seu nom les sigles M.I.C.

## Història
La congregació fou fundada per Stanisław Papczyński (1631-1701), que en 1670 deixà l'orde dels Clergues Regulars de les Escoles Pies per fundar un institut amb una disciplina més rigorosa. No hi havia precedents de congregacions o ordes creats a Polònia (totes les existents venien de fora) i el seu origen humil, en una societat molt aristocràtica, i l'ideal d'austeritat que propugnava feien difícil que tingués èxit.
Trobà suport al bisbe de Poznań Stefan Wierzbowski i, rebutjant altres oferets de Cracòvia i Plock, anà com a capellà a la casa de Jakub Karski a Lubocza, prop de Nowe Miasto-on-Pilica, mentre preparava la fundació. En setembre de 1671 vestí el nou hàbit blanc, en honor de la Immaculada, i redactà els estatuts de la comunitat, la Norma vitae (Regla de vida), a més d'escriure alguns tractats morals i ascètics: Templum Dei Mysticum (Temple místic de Déu), on defenia la idea que els laics, i no només els religiosos, són cridats a la santedat.
En 1673, anà a Korabiewice (actual Puszcza Mariańska, prop de Skierniewice), on un antic soldat, Stanislaus Krajewski, i dos companys seus vivien fent vida eremítica. Aquí fou on Papczyński instal·là la primera casa del nou institut, anomenada Casa de Retir, triant els eremites com a primers membres de la congregació. El bisbe Stanislaus Swiecicki, que els visità el 24 d'octubre de 1673, aprovà la manera de viure de la comunitat i els seus estatuts, on remarcaven la vida eremítica i de penitència: aquesta data és considerada la de l'inici de la vida de la congregació, anomenada Congregació de Pares Marians de la Immaculada Concepció, i coneguda com a congregació dels Marians.
La congregació tenia com a objectius estendre la devoció a la Mare de Déu Immaculada (val a dir que el dogma de la Immaculada Concepció no es va proclamar fins al segle xix), i pregar per les ànimes del purgatori (especialment pels que havien mort en batalla o víctimes d'epidèmies i guerres; quan acompanyà els exèrcits polonesos en 1674 veié com molts soldats morien sense haver-se confessat ni preparat per a aquest pas)), a més de fer apostolat i pastoral: catequesi, predicació, ajut als rectors de poble. Com a mitjà per lluitar contra l'alcoholisme, molt estès entre la població humil, va introduir a la congregació l'abstinència de vodka.
El bisbe Wierzbowski veié en l'institut una oportunitat per renovar la vida religiosa de la diòcesi i n'afavorí l'expansió. S'establiren a Gora, prop de Varsòvia, a Mazowsze. En 1677 reberen l'església i el monestir del Cenacle del Senyor. L'institut deixà el seu caràcter eremític per dedicar-se a l'apostolat amb els pelegrins i els fidels de les parròquies properes. El mateix bisbe aprovà canònicament la congregació el 21 d'abril de 1679; tenia llavors dues cases. El rei Joan III Sobieski va prendre la congregació sota la seva protecció.

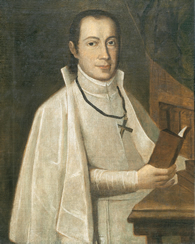
Casimir Wyszynski, clergue del monestir de Gozlin (pintura del segle xviii, per Jan Niezabitowski).
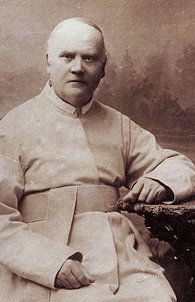
Vincenz Sekowski, darrer superior general abans de 1909
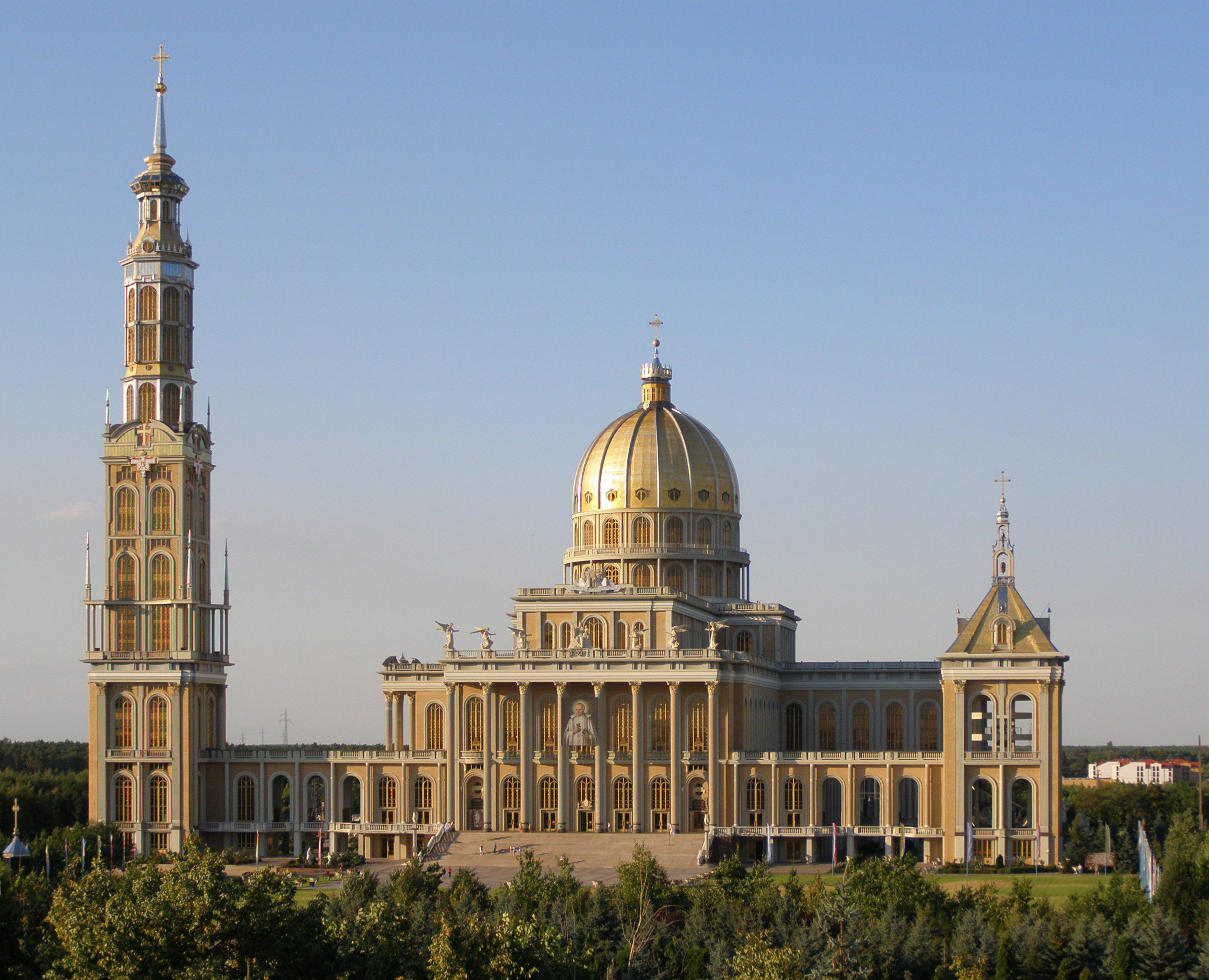
Santuari de Licheń, seu de la congregació a Polònia

### Aprovació i expansió
En 1681 l'institut obtingué un primer reconeixement pontifici, però la mort del bisbe Wierzbowski en 1687 provocà que perdés el seu principal valedor. Papczyński, amb 60 anys, anà a peu a Roma en 1690 per obtener l'aprovació papal de la congregació. La Santa Seu, però, era vacant, i només pogué obtenir l'afiliació espiritual dels marians a altres ordes; l'aprovació dels estatuts tindria lloc dos anys després. En 1699, Papczyński envià a Roma el frare Joachim Kozlowski per obtenir l'aprovació de l'institut, però trobà problemes per mantenir-la amb una regla pròpia: la Santa Seu prescrivia que els nous ordes religiosos havien d'acollir-se a la regla d'un dels ja existents.
Kozlowski, llavors, acceptà la Regla de les deu virtuts de la Santa Verge Maria de l'Orde de l'Anunciació (escrita per Gabriel-Marie Nicolas en 1502), que eren sota la direcció espiritual dels Frares Menors Observants, per la qual cosa els marians passaven a dependre jurídicament d'aquest orde, mantenint, però, les seves peculiaritats. Innocenci XII aprovà llavors el document del general dels franciscans el 24 d'octubre de 1699.
Els marians es convertien així en un orde de clergues regulars de vots solemnes i ja no depenien de l'autoritat dels bisbes, sinó dels superiors de l'orde franciscà. L'orde abandonà definitivament la vida eremítica i es dedicà a l'apostolat, especialment a l'ensenyament cristià a les classes baixes. El 6 de juny de 1701, Papczyński i altres frares feren a Góra Kalwaria la professió solemne dels seus vota.
El nou orde es difongué ràpidament arreu de Polònia i Lituània, i el 1750 foren obertes les primeres cases a Portugal. El 1779 reberen la concessió de l'església de Santi Vito e Modesto de Roma. En 1787, s'anul·là l'agregació de l'orde als Frares Menors.

### Declivi i refundació
Entre el final del xviii i el segle xix l'orde entrà en declivi, com la majoria de les altres. Primer fou suprimida a Portugal, en 1834 i després la casa de Roma. Les cases de Polònia i Lituània començaren a decaure per l'hostilitat del govern dels tsars, arran de la insurrecció polonesa de 1831.
En 1867 els clergues marians eren només 24, i en 1897 en quedaven tres; el 1908 només en restava un membre. Per evitar l'extinció de l'orde, Jurgis Matulaitis-Matulevičius (1871-1927) obtingué de la Santa Seu que hom pogués entrar a l'orde sense fer el noviciat abans; després demanà d'adoptar l'hàbit negre del clergat secular i de no fer vots solemnes: l'orde esdevenia una congregació religiosa de vots simples.
El 29 d'agost de 1909, quan la congregació s'havia revifat, s'obrí un nou noviciat, i el 28 de novembre de 1910 Pius X n'aprovà les noves constitucions.

## Activitat i difusió
Els Clergues Marians es dediquen preferentment a l'educació cristiana dels joves, al ministeri sacerdotal, les missions i l'apostolat, especialment mitjançant publicacions.
El 2006 la congregació tenia 59 cases, 495 religiosos i 354 sacerdots; són presents a: Europa (Belarús, Txèquia, Alemanya, Itàlia, Letònia, Lituània, Polònia, Portugal, Regne Unit, Eslovàquia, Ucraïna), Amèrica (Argentina, Brasil, Estats Units d'Amèrica), Àfrica (Camerun, Ruanda), Àsia (Filipines, Kazakhstan) i Austràlia; la seu general és a Roma.